# Heinz Otto Cordes
Heinz Otto Cordes (* 18. März 1925; † 30. Oktober 2018) war ein deutsch-US-amerikanischer Mathematiker, der sich mit Analysis und speziell mit partiellen Differentialgleichungen befasste.

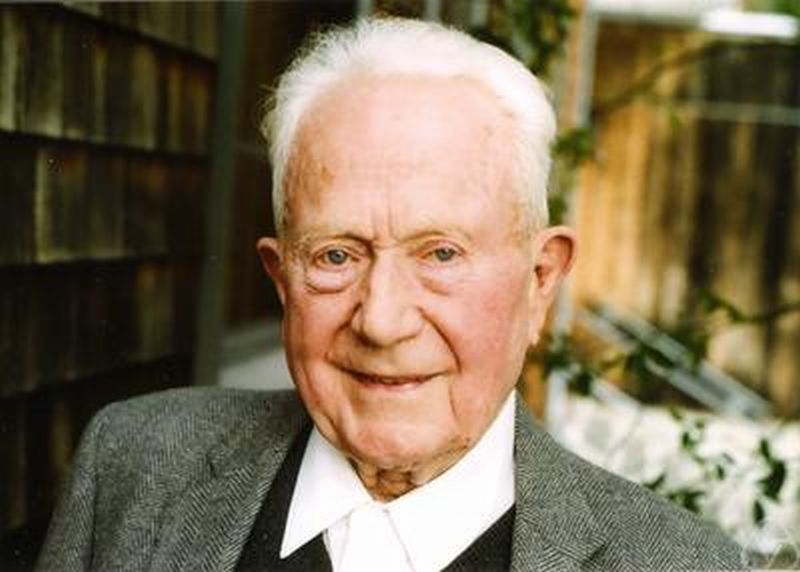
Heinz Cordes (2010)

Cordes wurde 1952 an der Universität Göttingen bei Franz Rellich promoviert (Separation von Variablen in Hilbertschen Räumen). 1959 wurde er Sloan Research Fellow. Er war seit Anfang der 1960er Jahre Professor an der University of California, Berkeley.
Später befasste er sich unter anderem mit der mathematischen Behandlung der Dirac’schen Theorie des Elektrons in der relativistischen Quantenmechanik. Zu seinen Doktoranden zählen Michael Crandall und Michael E. Taylor.

## Schriften
- The technique of pseudodifferential operators, London Mathematical Society Lecture Note Series 202, Cambridge University Press 1995
- Spectral theory of linear differential operators and comparison algebras, London Mathematical Society Lecture Note Series 76, Cambridge University Press 1987
- Elliptic pseudo-differential operators: an abstract theory, Lecture Notes in Mathematics 756, Springer Verlag 1979
- Precisely predictable Dirac observables, Fundamental theories of physics 154, Dordrecht, Springer 2007